# Volovo, Ruse
Volovo (în bulgară Волово) este un sat în comuna Borovo, regiunea Ruse,  Bulgaria. 

## Demografie
Componența etnică a satului Volovo
     Turci (34,52%)
     Bulgari (64,28%)
     Nicio identificare (1,19%)
     Altele (0%)
La recensământul din 2011, populația satului Volovo era de 168 locuitori. Din punct de vedere etnic, majoritatea locuitorilor (64,28%) erau bulgari, cu o minoritate de turci (34,52%). Pentru 1,19% din locuitori nu este cunoscută apartenența etnică.